# 江迎鹿町站

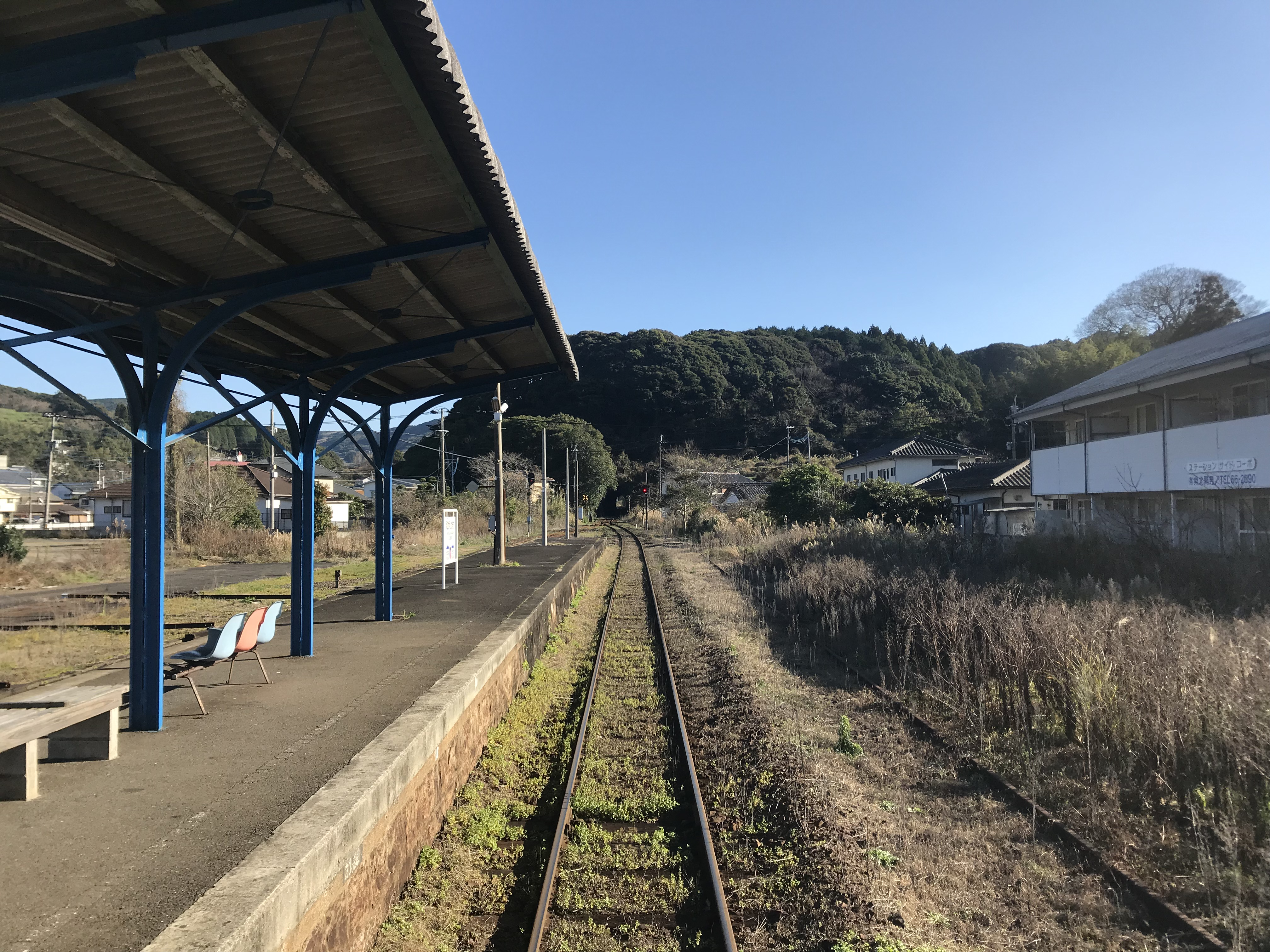
月台（2019年1月）

江迎鹿町站（日语：／ Emukae-Shikamachi eki */?）是位於長崎縣佐世保市鹿町町深江，松浦鐵道的西九州線車站。

## 歷史
- 1939年（昭和14年）1月25日 - 國鐵（鐵道省）伊萬里線江迎站（日语：／）啟用。
- 1945年（昭和20年）3月1日 -  松浦線全線開通，此站成為國鐵松浦線車站。
- 1982年（昭和57年）11月15日 - 結束貨物業務。
- 1987年（昭和62年）4月1日 - 伴隨國鐵分割民營化，車站由九州旅客鐵道（JR九州）營運[1][2][3]，成為JR九州松浦線車站。
- 1988年（昭和63年）4月1日 - 松浦鐵道接管松浦線，成為松浦鐵道西九州線車站。同時改名為江迎鹿町站。同時成為無人車站。

## 車站構造
車站是一座地面車站，設有1面2線的島式月台。此站是無人車站。定期票和回數票可在車站對面河的佐世保市江迎地域市區中，西肥巴士江迎巴士中心購買。
車站大樓比較大，在國鐵時代起已經設有木造車站大樓（大樓正面部分使用混凝土塊）。在松浦鐵道接管後大樓部分地方（事務室一方）被拆毀。在2005年1月，在鄰近的縣立鹿町工業高校師生的幫助下，車站外牆塗上了白色，柱身塗上了綠色。後來於2009年，車站大樓旁的廁所重建，而車站大樓內部也進行裝修。
月台與車站大樓之間設有站內平交道連接。曾經在候車室內部分位置為餐廳。在餐廳結業後長久以來都是空置商店，直至2008年4月開設了拉麵店。

### 月台
| 月台 | 路線      | 上下行 | 方向                         | 備註                             |
| ---- | --------- | ------ | ---------------------------- | -------------------------------- |
| 1    | ■西九州線 | 下行   | 佐佐、左石、佐世保方向       | 早上7時20分的列車使用「2號月台」 |
| 2    | ■西九州線 | 上行   | 田平平戶口、松浦、伊萬里方向 |                                  |

## 使用狀況
在早上和黃昏有許多鹿町工業高校的師生使用車站。在日間間較少乘客使用。在毎年8月23日、24日，佐世保市江迎地區中心會舉行千燈籠節。在這兩天會有許多乘客到訪，當時會安排職員當值。在煙花大會完結後，會設有臨時列車前往松浦和佐世保方向。
以下為1日平均乘車人次列表：
| 乘車人員變化 | 乘車人員變化 |
| 年度         | 1日平均人次  |
| ------------ | ------------ |
| 1998         | 397          |
| 1999         | 316          |
| 2000         | 336          |
| 2001         | 357          |
| 2002         | 379          |
| 2003         | 356          |
| 2004         | 433          |
| 2005         | 332          |
| 2006         | 289          |
| 2007         | 280          |
| 2008         | 262          |
| 2009         | 234          |
| 2010         | 284          |

## 車站周邊
車站位於佐世保市鹿町町深江內。車站大樓前方設有江迎川，在河川另一邊為佐世保市江迎地區中心。在松浦鐵道接手前，此站曾經名為「江迎站」。在江迎川上設有一座深江大橋，在中間處為江迎、鹿町兩地區的邊界。車站前的江迎川是位於河口一帶，為江迎灣的入口處。列車靠近末橘站一方設有橫跨江迎川的第一江迎川橋樑。
站前設有西肥巴士的車廠和乘務員宿舍。在站前巴士站名稱中，曾經名為「江迎站前」，後來改名為「深江大橋」。巴士站原本較遠離車站大樓，在2010年遷移至車站大樓前方，並改名為「江迎鹿町站前」。停靠的巴士路線會前往江迎巴士中心、鹿町和小佐佐方向。
- 國道204號
- 佐世保市政廳（日语：佐世保市役所）江迎行政中心
- 西肥巴士江迎巴士中心（日语：江迎バスセンター）
- 江迎郵局（日语：江迎郵便局）
- 江迎警署（日语：江迎警察署）
- 江迎幼稚園
- 佐世保市立江迎小學
- 壽福寺（日语：寿福寺 (佐世保市)）
- 佐世保市消防局（日语：佐世保市消防局）西消防署江迎、鹿町出張所
- 鹿町江迎學校膳食中心
- 北松南部淨化中心
- 西肥汽車學校
- 鹿町溫泉和平館
- 長崎縣立鹿町工業高等學校（日语：長崎県立鹿町工業高等学校）
- 佐世保市立鹿町小學
- 深江保育所
- 御堂簡易郵局

## 圖庫

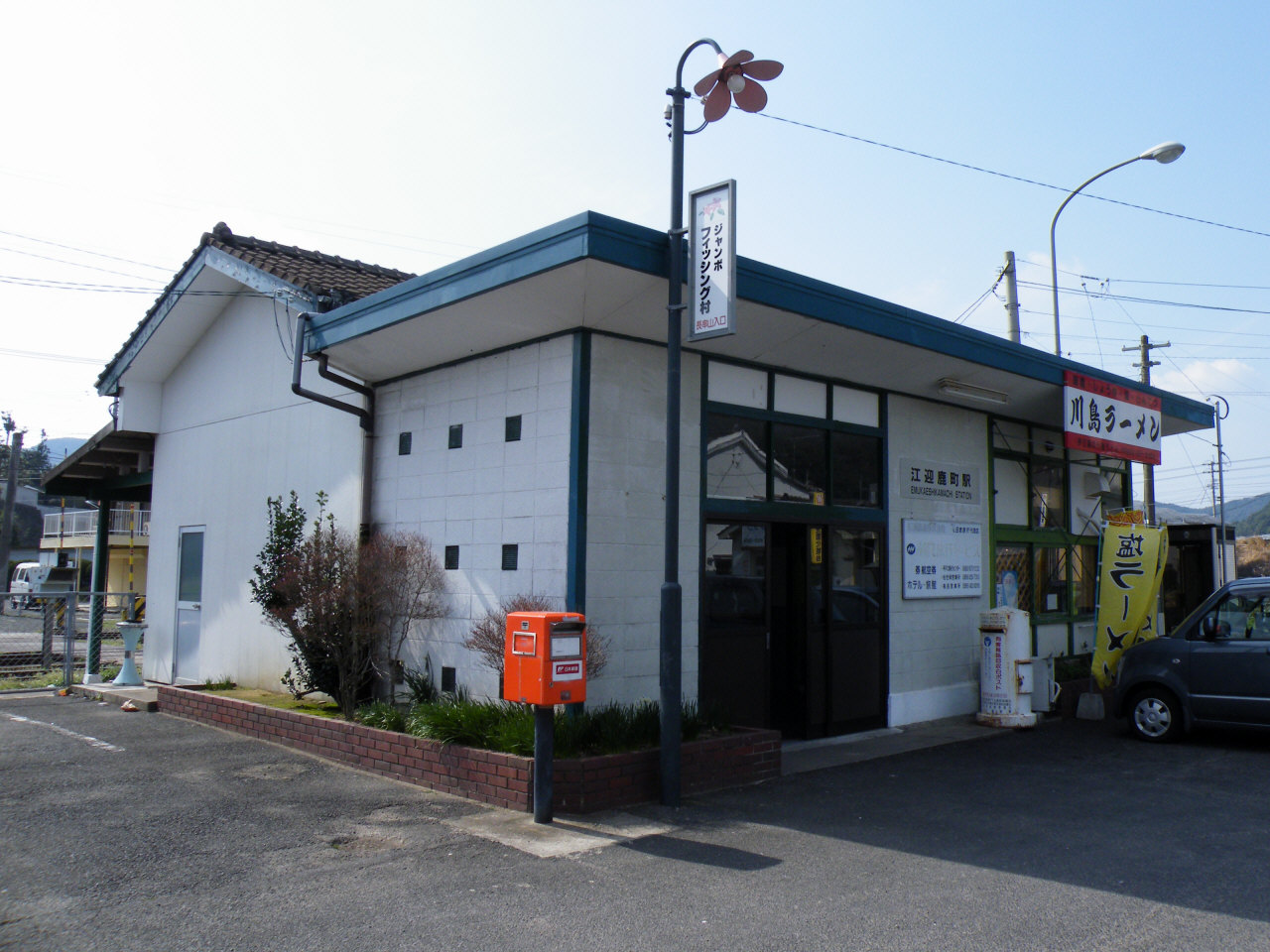
再翻新前的車站大樓（2009年3月）
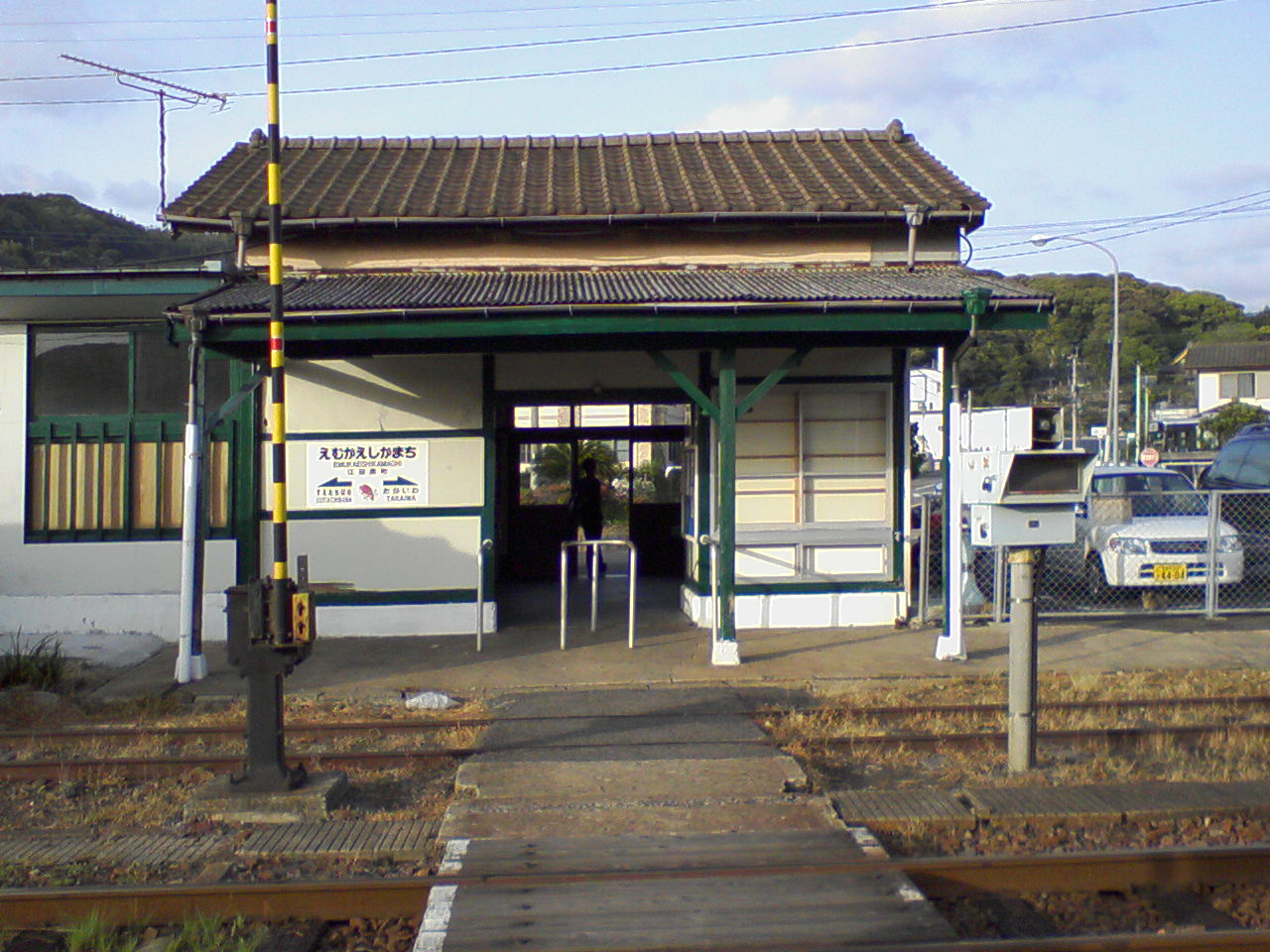
站內望見車站大樓（2007年4月）
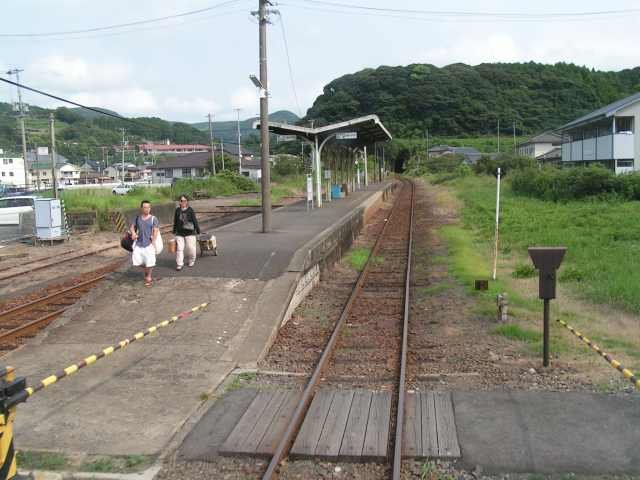
月台（2006年8月）

## 相鄰車站
松浦鐵道
西九州線
末橘－江迎鹿町－高岩

## 注腳
1. ↑  九州鉄道百年祭実行委員会・百年史編纂部会 (编).  初版. 九州旅客鉄道. 1988: 181 （日语）.
2. ↑  『交通年鑑 昭和63年版』 交通協力會，1988年3月。
3. ↑  今村都南雄 『民営化の效果と現実NTTとJR』 中央法規出版，1997年8月。ISBN 978-4805840863
4. ↑  長崎縣統計年鑑

## 外部連結
- 江迎鹿町站時間表 （页面存档备份，存于）（日語） - 松浦鐵道